# Distrikt Ocros (Ocros)
Der Distrikt Ocros liegt in der Provinz Ocros in der Region Ancash in West-Peru. Der Distrikt wurde am 21. Oktober 1954 gegründet. Er hat eine Fläche von 226 km². Beim Zensus 2017 wurden 1284 Einwohner gezählt. Im Jahr 1993 betrug die Einwohnerzahl 1936, im Jahr 2007 1375. Die Distriktverwaltung befindet sich in der 3230 m hoch gelegenen Provinzhauptstadt Ocros mit 878 Einwohnern (Stand 2017).

## Geographische Lage
Der Distrikt Ocros liegt in der peruanischen Westkordillere im nordöstlichen Zentrum der Provinz Ocros. Er wird vom Río Ocros, einem rechten Nebenfluss des Río Pativilca, in überwiegend südwestlicher Richtung durchflossen.
Der Distrikt Ocros grenzt im Westen an den Distrikt San Pedro, im Nordwesten an die Distrikte Congas und Huayllacayán (Provinz Bolognesi), im Nordosten an die Distrikte Cajacay (Provinz Bolognesi), Cajamarquilla, Llipa und San Cristóbal de Raján, im Südosten an den Distrikt Santiago de Chilcas sowie im äußersten Süden an den Distrikt Cochas.